# Symphyotrichinae
Symphyotrichinae  G.L. Nesom, 1994  è una sottotribù di piante angiosperme dicotiledoni della famiglia delle Asteraceae (sottofamiglia Asteroideae e tribù Astereae/clade North American lineage).

## Etimologia
Il nome della sottotribù deriva dal suo genere Symphyotrichum  Nees, 1832  la cui etimologia deriva a sua volta da due parole greche "sinfisi" (= tenere insieme, crescere insieme) e "trichos" o "trichinos" (= capelli, un solo capello). 
Il nome scientifico della sottotribù è stato definito per la prima volta dal botanico contemporaneo Guy L. Nesom (1945 -) nella pubblicazione "Phytologia; Designed to Expedite Botanical Publication. New York - 76:. 211-212 1994" del 1994.

## Descrizione

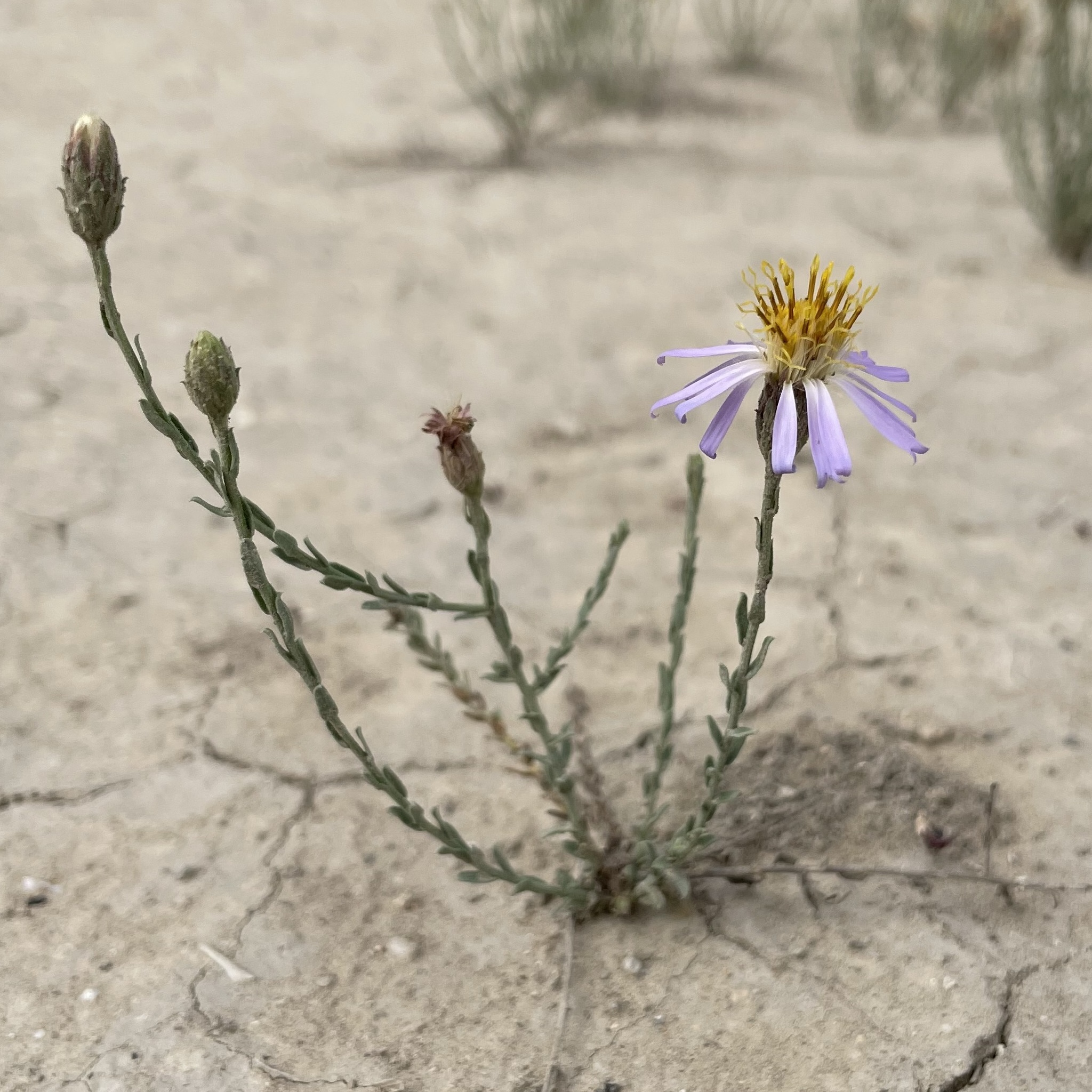
Il portamento
Sanrobertia gypsophilia

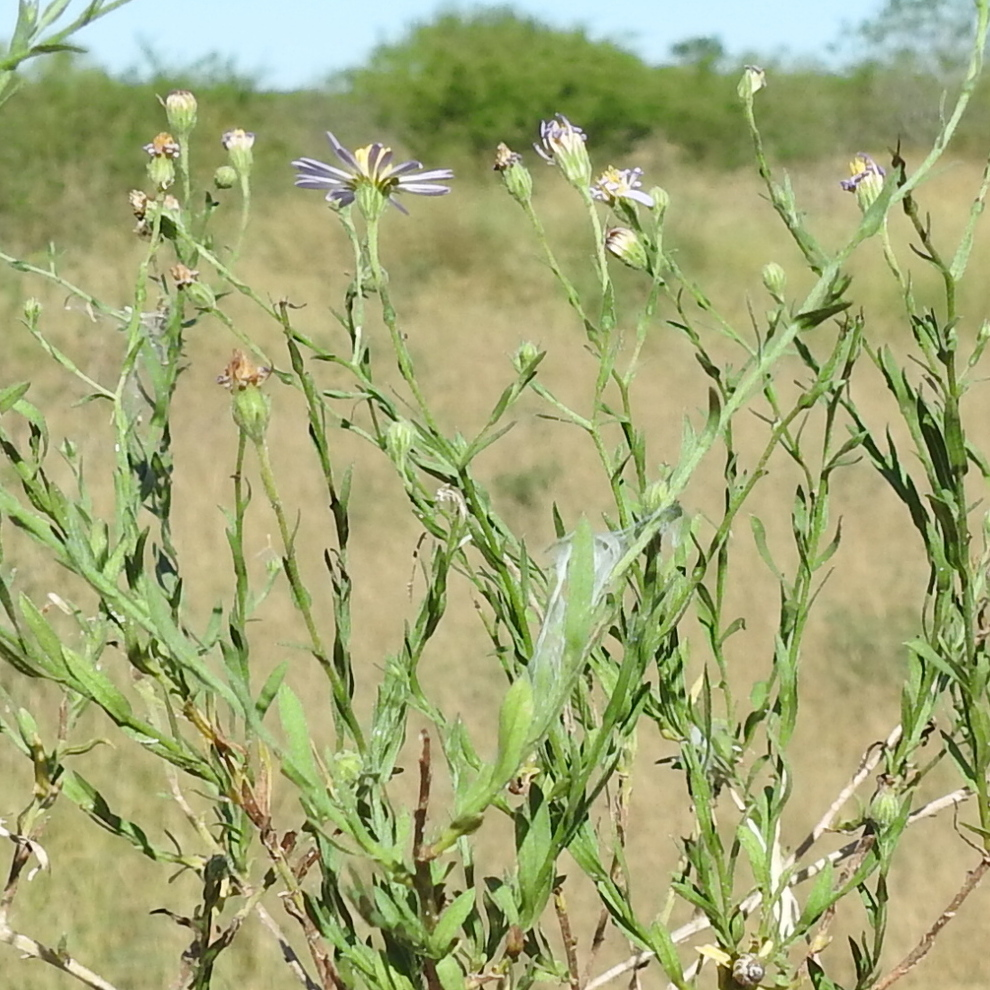
Le foglie
Psilactis_heterocarpa

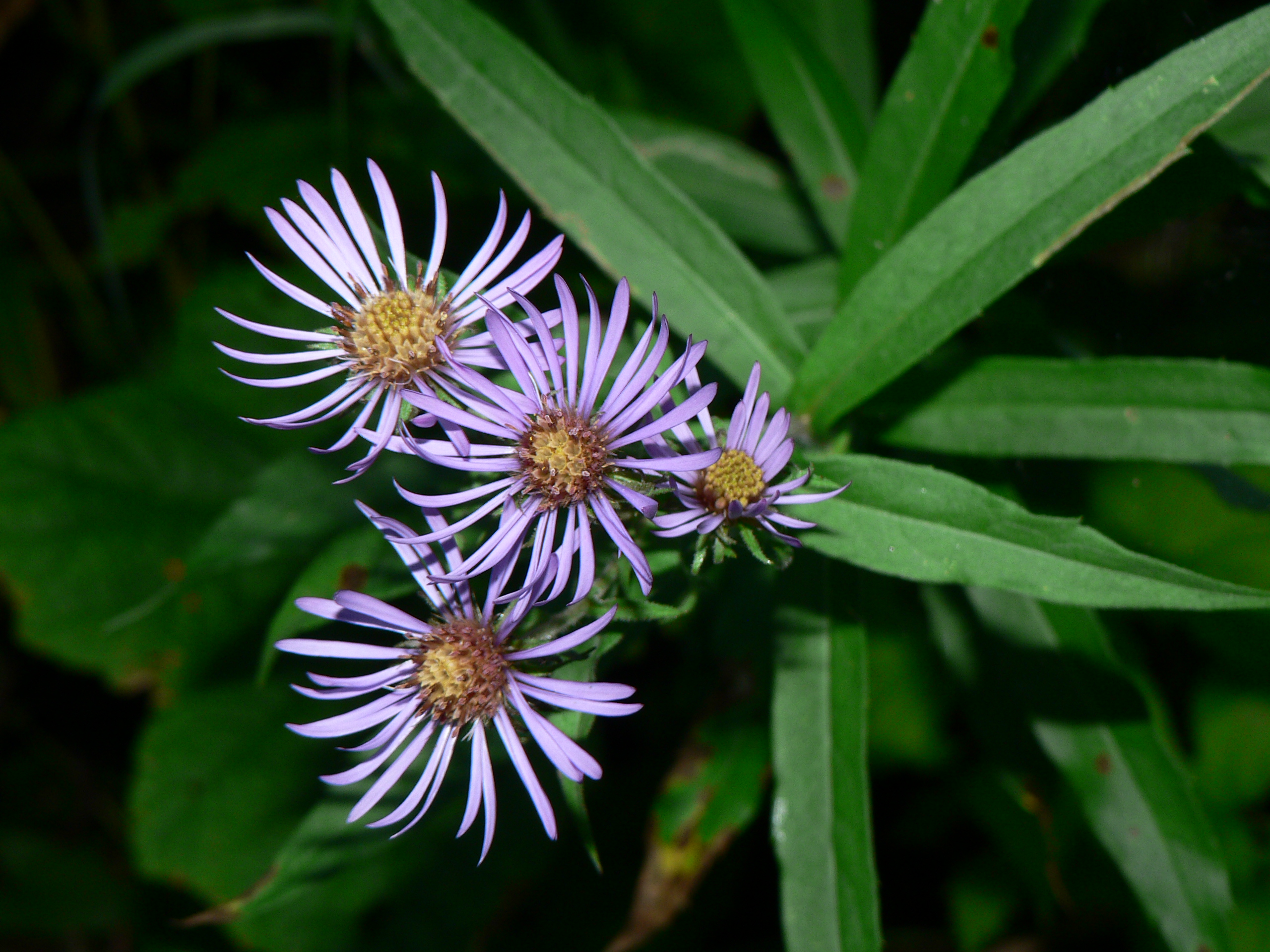
Infiorescenza
Canadanthus_modestus

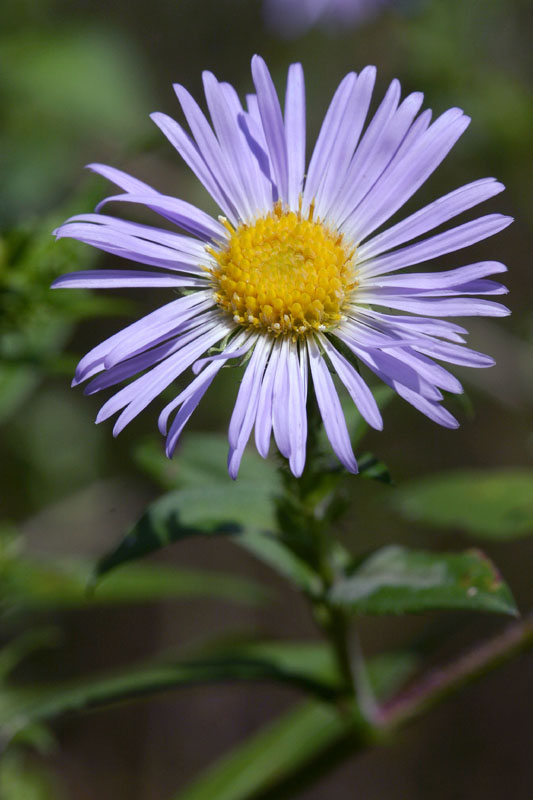
I fiori
Symphyotrichum novae-angliae

Portamento. Le specie di questa sottotribù hanno un habitus erbaceo, raramente arbustivo (Ampelaster). Il ciclo biologico normalmente è annuale per le erbe e perenne per gli arbusti. L'indumento può essere oppure no ghiandoloso.
Fusto. La parte aerea in genere è eretta, semplice o ramosa. 
Foglie. Le foglie lungo il caule sono disposte in modo alterno. La lamina è intera, raramente dentata e mai divisa in lobi.
Infiorescenza. Le sinflorescenze sono sia scapose (capolini solitari) che composte da diversi capolini raccolti in formazioni corimbose, spiciformi o di tipo tirsoide e a volte molto ramose con ramificazioni secondarie. Le infiorescenze vere e proprie sono composte da un capolino terminale peduncolato di tipo radiato con fiori eterogami. I capolini sono formati da un involucro, con forme da cilindriche a campanulate, composto da diverse brattee, al cui interno un ricettacolo fa da base ai fiori di due tipi: fiori del raggio e fiori del disco. Le brattee, piatte e a consistenza erbacea nella parte apicale, sono disposte in modo più o meno embricato su più serie. Il ricettacolo in genere è nudo ossia senza pagliette a protezione della base dei fiori; la forma è piana.
Fiori.  I fiori sono tetra-ciclici (formati cioè da 4 verticilli: calice – corolla – androceo – gineceo) e pentameri (calice e corolla formati da 5 elementi). Si distinguono in:
- fiori del raggio (esterni): sono femminili e sono disposti su una sola serie (raramente 2 – 4 serie); la forma è ligulata (zigomorfa);
- fiori del disco (centrali): sono più numerosi con forme brevemente tubulose (attinomorfe); sono ermafroditi.

- Formula fiorale:

*/x K {\displaystyle \infty }, [C (5), A (5)], G 2 (infero), achenio
- Calice: i sepali del calice sono ridotti ad una coroncina di squame.

- Corolla: 
  - fiori del raggio: la forma della corolla alla base è più o meno tubulosa-imbutiforme, mentre all'apice è ligulata (avvolgente oppure no); la ligula può terminare con alcuni denti; il colore è bianco, blu o violaceo;
  - fiori del disco: la forma è tubulare bruscamente divaricata in 5 lobi; i lobi, patenti o eretti, hanno una forma deltata o più o meno lanceolata; il colore è giallo.

- Androceo: l'androceo è formato da 5 stami sorretti da filamenti generalmente liberi; gli stami sono connati e formano un manicotto circondante lo stilo; le teche (produttrici del polline) alla base sono troncate e sono lievemente auricolate (molto raramente sono speronate o hanno una coda); le appendici apicali delle antere hanno delle forme piatte e lanceolate; il tessuto endoteciale (rivestimento interno dell'antera) è quasi sempre polarizzato (con due superfici distinte: una verso l'esterno e una verso l'interno). Il polline è sferico con un diametro medio di circa 25 micron;  è tricolporato (con tre aperture sia di tipo a fessura che tipo isodiametrica o poro) ed è echinato (con punte sporgenti).[9][11]

- Gineceo: l'ovario è infero uniloculare formato da 2 carpelli.[5] Lo stilo (il recettore del polline) è profondamente bifido (con due stigmi divergenti) e con le linee stigmatiche marginali separate.[12] I due bracci dello stilo hanno una forma da lanceolata a deltoide e possono essere papillosi o ricoperti da ciuffi di peli.

Frutti. I frutti sono degli acheni con pappo; 
- achenio: gli acheni hanno una forma da obovoide a cilindrica, affusolata e leggermente (o fortemente) compressa; la superficie è multinervata, priva di ghiandole e con peli setolosi senza la punta a forma di ancora;
- pappo: le setole del pappo sono disposte su una serie  (spesso 2 serie in Symphyotrichum e in Canadanthus).

## Biologia
Impollinazione: l'impollinazione avviene tramite insetti (impollinazione entomogama tramite farfalle diurne e notturne).

Riproduzione: la fecondazione avviene fondamentalmente tramite l'impollinazione dei fiori (vedi sopra).

Dispersione: i semi (gli acheni) cadendo a terra sono successivamente dispersi soprattutto da insetti tipo formiche (disseminazione mirmecoria). In questo tipo di piante avviene anche un altro tipo di dispersione: zoocoria. Infatti gli uncini delle brattee dell'involucro (se presenti) si agganciano ai peli degli animali di passaggio disperdendo così anche su lunghe distanze i semi della pianta. Inoltre per merito del pappo il vento può trasportare i semi anche a distanza di alcuni chilometri (disseminazione anemocora).

## Distribuzione e habitat
L’habitat delle piante di questa sottotribù è relativo soprattutto alle zone temperate dell’emisfero boreale. Le specie di questo gruppo sono distribuire quasi tutte nell’America del Nord (probabilmente sono native di quest’area); alcune sono originarie del Sud America, mentre diverse si sono naturalizzate in Europa e in altre parti del mondo (Symphyotrichum). Nella tabella sottostante sono indicate in dettaglio le distribuzioni relative ai vari generi della sottotribù.

## Sistematica
La famiglia di appartenenza di questa voce (Asteraceae o Compositae, nomen conservandum) probabilmente originaria del Sud America, è la più numerosa del mondo vegetale, comprende oltre 23.000 specie distribuite su 1.535 generi, oppure 22.750 specie e 1.530 generi secondo altre fonti (una delle checklist più aggiornata elenca fino a 1.679 generi). La famiglia attualmente (2021) è divisa in 16 sottofamiglie; la sottofamiglia Asteroideae è una di queste e rappresenta l'evoluzione più recente di tutta la famiglia.

### Filogenesi
Il gruppo di questa voce è descritto nella tribù Astereae, una delle 21 tribù della sottofamiglia Asteroideae). Da un punto di vista filogenetico, la tribù Astereae fa parte del supergruppo (o sottofamiglia) "Asteroideae grade"; l'altro è il supergruppo "Non-Asteroideae" contenente il resto delle sottofamiglie delle Asteraceae. All'interno del supergruppo è vicina alle tribù Senecioneae, Calenduleae, Gnaphalieae e Anthemideae.
I caratteri più notevoli della tribù Astereae sono: la base delle antere sono prive di code e non sono calcarate (speronate); le linee stigmatiche dei bracci dello stilo sono totalmente separate; i due bracci dello stilo hanno una forma breve o allungata da lanceolata a deltoide e possono essere papillosi o ricoperti da ciuffi di peli (all'esterno, mentre all'interno sono glabri). La distribuzione della maggior parte delle specie di questo gruppo è nelle regioni temperate nord e sud.
In base alle ultime ricerche nella tribù sono stati individuati (provvisoriamente) 5 principali lignaggi:
- Basal grade: include alcuni generi isolati, il gruppo "South American-Oceania",  alcune sottotribù africane e il gruppo dei generi legnosi del Madagascar.
- Bellis lineage: comprende le sottotribù eurasiatiche e una sottotribù africana.
- Aster lineage: include i generi asiatici di Asterinae e i principali gruppi dell'Australia e dell'Oceania.
- Baccharis lineage: include alcuni gruppi sudamericani.
- North American lineage: include la vasta gamma di sottotribù del Nordamerica, Messico e alcuni gruppi distribuiti nel Sudamerica.

La sottotribù di questa voce è inclusa nel lignaggio "North American lineage".
Con la struttura tassonomica attuale, proposta dal botanico G.L. Nesom nel 2000, la sottotribù Symphyotrichinae risulta essere un gruppo monofiletico. In particolare Almutaster è stata segregata in un genere monotipo per le sue peculiari caratteristiche, uniche nell'ambito della sottotribù anche se è possibile trovare alcune affinità morfologiche sia con Psilactis che con la sezione Oxytripolium del genere Symphyotrichum. Analisi filogenetiche sul DNA nucleare ribosomiale indicano che Almutaster è “gruppo fratello” di Psilactis. Le somiglianze con Symphyotrichum, non confermate dalle analisi del DNA, sono dovute probabilmente o alla conservazione di alcune simplesiomorfie o a convergenza evolutiva a causa della occupazione di habitat simili.
Anche la creazione del genere monotipo Canadanthus ha la sua giustificazione sia a livello morfologico che citologico. Dalle analisi molecolari Canadanthus risulta in posizione basale rispetto al resto del gruppo (vedi cladogramma a lato).
Prove di tipo molecolare confermano la stretta parentela di Psilactis con il genere Symphyotrichum (Psilactis sembra essere “gruppo fratello” con alcune specie di Symphyotrichum – vedi cladogramma a lato). Una considerazione a parte si deve fare per Psilactis odysseus  (G. L. Nesom) D. R. Morgan in quanto è l'unica specie di questo genere che si trova nel Messico e si distingue dalle altre cinque per avare un portamento monocefalo e un habitus rizomatoso perenne. Le specie Arida crispa e Arida coulteri che in passato facevano parte di questo gruppo, ora sono state collocate nel genere Arida (R.L.Hartm.) D.R.Morgan & R.L.Hartm. in quanto producono flavoni e il numero cromosomico è 2n=10. Le altre specie del genere hanno numeri cromosomici diversi (2n = 18, 8 e 6). ).
Il gruppo più numeroso di questa sottotribù (il genere Symphyotrichum) è anche il più difficile da circoscrivere da un punto di vista tassonomico. Storicamente il genere si è formato dalla segregazione dal genere Aster L. (sottotribù Asterinae). Successivamente è stato privato dei tre generi monotipo: Almutaster, Ampelaster e Canadanthus e quindi dalle specie del genere Psilactis. Le difficoltà sono dovute all'habitus fortemente eterofillo: le rosette basali primaverili hanno foglie anche molto diverse da quelle cauline successive. Anche la forma delle squame dell'involucro dei primi capolino (nell'antesi) possono differire da quelle dei capolini successivi in una stessa pianta. Le dimensioni dell'impianto possono variare notevolmente a seconda delle condizioni di crescita. Considerevole appare anche la diversità genetica all'interno di ciascuna specie (frequenti sono fenomeni di allopoliploidia). Infine è da notare come l'ibridazione abbia svolto un ruolo significativo nella tassonomia e nell'evoluzione del genere. Per il momento questo genere non sembra essere monofiletico. Studi recentissimi confermano la presenza di alcune incongruenze filogenetiche nel genere Symphyotrichum e nella relazione con il genere Psilactis ancora non risolte.
Il cladogramma tratto da uno studio citato e semplificato, evidenzia la monofilia della sottotribù, la posizione basale di Canadanthus, ma anche la parafilia di Symphyotrichum. Sono indicati anche alcuni gruppi relativamente vicini alla sottotribù.
|  | \| \| Symphyotrichum \| \| \| \| \| \| Psilactis \| \| \| \| |
|  |                                                              |
|  | Almutaster                                                   |
|  |                                                              |
|  | Symphyotrichum                                               |
|  |                                                              |
|  | Psilactis                                                    |
|  |                                                              |

|  | Symphyotrichum |
|  |                |
|  | Psilactis      |
|  |                |

|  | \| \| Symphyotrichum \| \| \| \| \| \| Psilactis \| \| \| \| |
|  |                                                              |
|  | Almutaster                                                   |
|  |                                                              |
|  | Symphyotrichum                                               |
|  |                                                              |
|  | Psilactis                                                    |
|  |                                                              |

|  | Symphyotrichum |
|  |                |
|  | Psilactis      |
|  |                |

|  | \| \| Symphyotrichum \| \| \| \| \| \| Psilactis \| \| \| \| |
|  |                                                              |
|  | Almutaster                                                   |
|  |                                                              |
|  | Symphyotrichum                                               |
|  |                                                              |
|  | Psilactis                                                    |
|  |                                                              |

|  | Symphyotrichum |
|  |                |
|  | Psilactis      |
|  |                |

|  | \| \| Symphyotrichum \| \| \| \| \| \| Psilactis \| \| \| \| |
|  |                                                              |
|  | Almutaster                                                   |
|  |                                                              |
|  | Symphyotrichum                                               |
|  |                                                              |
|  | Psilactis                                                    |
|  |                                                              |

|  | Symphyotrichum |
|  |                |
|  | Psilactis      |
|  |                |

|  | \| \| Symphyotrichum \| \| \| \| \| \| Psilactis \| \| \| \| |
|  |                                                              |
|  | Almutaster                                                   |
|  |                                                              |
|  | Symphyotrichum                                               |
|  |                                                              |
|  | Psilactis                                                    |
|  |                                                              |

|  | Symphyotrichum |
|  |                |
|  | Psilactis      |
|  |                |

|  | \| \| Symphyotrichum \| \| \| \| \| \| Psilactis \| \| \| \| |
|  |                                                              |
|  | Almutaster                                                   |
|  |                                                              |
|  | Symphyotrichum                                               |
|  |                                                              |
|  | Psilactis                                                    |
|  |                                                              |

|  | Symphyotrichum |
|  |                |
|  | Psilactis      |
|  |                |

|  | \| \| Symphyotrichum \| \| \| \| \| \| Psilactis \| \| \| \| |
|  |                                                              |
|  | Almutaster                                                   |
|  |                                                              |
|  | Symphyotrichum                                               |
|  |                                                              |
|  | Psilactis                                                    |
|  |                                                              |

|  | Symphyotrichum |
|  |                |
|  | Psilactis      |
|  |                |

|  | \| \| Symphyotrichum \| \| \| \| \| \| Psilactis \| \| \| \| |
|  |                                                              |
|  | Almutaster                                                   |
|  |                                                              |
|  | Symphyotrichum                                               |
|  |                                                              |
|  | Psilactis                                                    |
|  |                                                              |

|  | Symphyotrichum |
|  |                |
|  | Psilactis      |
|  |                |

|  | \| \| Symphyotrichum \| \| \| \| \| \| Psilactis \| \| \| \| |
|  |                                                              |
|  | Almutaster                                                   |
|  |                                                              |
|  | Symphyotrichum                                               |
|  |                                                              |
|  | Psilactis                                                    |
|  |                                                              |

|  | Symphyotrichum |
|  |                |
|  | Psilactis      |
|  |                |

|  | \| \| Symphyotrichum \| \| \| \| \| \| Psilactis \| \| \| \| |
|  |                                                              |
|  | Almutaster                                                   |
|  |                                                              |
|  | Symphyotrichum                                               |
|  |                                                              |
|  | Psilactis                                                    |
|  |                                                              |

|  | Symphyotrichum |
|  |                |
|  | Psilactis      |
|  |                |

|  | \| \| Symphyotrichum \| \| \| \| \| \| Psilactis \| \| \| \| |
|  |                                                              |
|  | Almutaster                                                   |
|  |                                                              |
|  | Symphyotrichum                                               |
|  |                                                              |
|  | Psilactis                                                    |
|  |                                                              |

|  | Symphyotrichum |
|  |                |
|  | Psilactis      |
|  |                |

|  | \| \| Symphyotrichum \| \| \| \| \| \| Psilactis \| \| \| \| |
|  |                                                              |
|  | Almutaster                                                   |
|  |                                                              |
|  | Symphyotrichum                                               |
|  |                                                              |
|  | Psilactis                                                    |
|  |                                                              |

|  | Symphyotrichum |
|  |                |
|  | Psilactis      |
|  |                |

|  | \| \| Symphyotrichum \| \| \| \| \| \| Psilactis \| \| \| \| |
|  |                                                              |
|  | Almutaster                                                   |
|  |                                                              |
|  | Symphyotrichum                                               |
|  |                                                              |
|  | Psilactis                                                    |
|  |                                                              |

|  | Symphyotrichum |
|  |                |
|  | Psilactis      |
|  |                |

|  | \| \| Symphyotrichum \| \| \| \| \| \| Psilactis \| \| \| \| |
|  |                                                              |
|  | Almutaster                                                   |
|  |                                                              |
|  | Symphyotrichum                                               |
|  |                                                              |
|  | Psilactis                                                    |
|  |                                                              |

|  | Symphyotrichum |
|  |                |
|  | Psilactis      |
|  |                |

|  | \| \| Symphyotrichum \| \| \| \| \| \| Psilactis \| \| \| \| |
|  |                                                              |
|  | Almutaster                                                   |
|  |                                                              |
|  | Symphyotrichum                                               |
|  |                                                              |
|  | Psilactis                                                    |
|  |                                                              |

|  | Symphyotrichum |
|  |                |
|  | Psilactis      |
|  |                |

|  | \| \| Symphyotrichum \| \| \| \| \| \| Psilactis \| \| \| \| |
|  |                                                              |
|  | Almutaster                                                   |
|  |                                                              |
|  | Symphyotrichum                                               |
|  |                                                              |
|  | Psilactis                                                    |
|  |                                                              |

|  | Symphyotrichum |
|  |                |
|  | Psilactis      |
|  |                |

|  | \| \| Symphyotrichum \| \| \| \| \| \| Psilactis \| \| \| \| |
|  |                                                              |
|  | Almutaster                                                   |
|  |                                                              |
|  | Symphyotrichum                                               |
|  |                                                              |
|  | Psilactis                                                    |
|  |                                                              |

|  | Symphyotrichum |
|  |                |
|  | Psilactis      |
|  |                |

|  | \| \| Symphyotrichum \| \| \| \| \| \| Psilactis \| \| \| \| |
|  |                                                              |
|  | Almutaster                                                   |
|  |                                                              |
|  | Symphyotrichum                                               |
|  |                                                              |
|  | Psilactis                                                    |
|  |                                                              |

|  | Symphyotrichum |
|  |                |
|  | Psilactis      |
|  |                |

|  | \| \| Symphyotrichum \| \| \| \| \| \| Psilactis \| \| \| \| |
|  |                                                              |
|  | Almutaster                                                   |
|  |                                                              |
|  | Symphyotrichum                                               |
|  |                                                              |
|  | Psilactis                                                    |
|  |                                                              |

|  | Symphyotrichum |
|  |                |
|  | Psilactis      |
|  |                |

|  | \| \| Symphyotrichum \| \| \| \| \| \| Psilactis \| \| \| \| |
|  |                                                              |
|  | Almutaster                                                   |
|  |                                                              |
|  | Symphyotrichum                                               |
|  |                                                              |
|  | Psilactis                                                    |
|  |                                                              |

|  | Symphyotrichum |
|  |                |
|  | Psilactis      |
|  |                |

|  | \| \| Symphyotrichum \| \| \| \| \| \| Psilactis \| \| \| \| |
|  |                                                              |
|  | Almutaster                                                   |
|  |                                                              |
|  | Symphyotrichum                                               |
|  |                                                              |
|  | Psilactis                                                    |
|  |                                                              |

|  | Symphyotrichum |
|  |                |
|  | Psilactis      |
|  |                |

|  | \| \| Symphyotrichum \| \| \| \| \| \| Psilactis \| \| \| \| |
|  |                                                              |
|  | Almutaster                                                   |
|  |                                                              |
|  | Symphyotrichum                                               |
|  |                                                              |
|  | Psilactis                                                    |
|  |                                                              |

|  | Symphyotrichum |
|  |                |
|  | Psilactis      |
|  |                |

|  | \| \| Symphyotrichum \| \| \| \| \| \| Psilactis \| \| \| \| |
|  |                                                              |
|  | Almutaster                                                   |
|  |                                                              |
|  | Symphyotrichum                                               |
|  |                                                              |
|  | Psilactis                                                    |
|  |                                                              |

|  | Symphyotrichum |
|  |                |
|  | Psilactis      |
|  |                |

|  | \| \| Symphyotrichum \| \| \| \| \| \| Psilactis \| \| \| \| |
|  |                                                              |
|  | Almutaster                                                   |
|  |                                                              |
|  | Symphyotrichum                                               |
|  |                                                              |
|  | Psilactis                                                    |
|  |                                                              |

|  | Symphyotrichum |
|  |                |
|  | Psilactis      |
|  |                |

|  | \| \| Symphyotrichum \| \| \| \| \| \| Psilactis \| \| \| \| |
|  |                                                              |
|  | Almutaster                                                   |
|  |                                                              |
|  | Symphyotrichum                                               |
|  |                                                              |
|  | Psilactis                                                    |
|  |                                                              |

|  | Symphyotrichum |
|  |                |
|  | Psilactis      |
|  |                |

|  | \| \| Symphyotrichum \| \| \| \| \| \| Psilactis \| \| \| \| |
|  |                                                              |
|  | Almutaster                                                   |
|  |                                                              |
|  | Symphyotrichum                                               |
|  |                                                              |
|  | Psilactis                                                    |
|  |                                                              |

|  | Symphyotrichum |
|  |                |
|  | Psilactis      |
|  |                |

|  | \| \| Symphyotrichum \| \| \| \| \| \| Psilactis \| \| \| \| |
|  |                                                              |
|  | Almutaster                                                   |
|  |                                                              |
|  | Symphyotrichum                                               |
|  |                                                              |
|  | Psilactis                                                    |
|  |                                                              |

|  | Symphyotrichum |
|  |                |
|  | Psilactis      |
|  |                |

|  | \| \| Symphyotrichum \| \| \| \| \| \| Psilactis \| \| \| \| |
|  |                                                              |
|  | Almutaster                                                   |
|  |                                                              |
|  | Symphyotrichum                                               |
|  |                                                              |
|  | Psilactis                                                    |
|  |                                                              |

|  | Symphyotrichum |
|  |                |
|  | Psilactis      |
|  |                |

|  | \| \| Symphyotrichum \| \| \| \| \| \| Psilactis \| \| \| \| |
|  |                                                              |
|  | Almutaster                                                   |
|  |                                                              |
|  | Symphyotrichum                                               |
|  |                                                              |
|  | Psilactis                                                    |
|  |                                                              |

|  | Symphyotrichum |
|  |                |
|  | Psilactis      |
|  |                |

|  | \| \| Symphyotrichum \| \| \| \| \| \| Psilactis \| \| \| \| |
|  |                                                              |
|  | Almutaster                                                   |
|  |                                                              |
|  | Symphyotrichum                                               |
|  |                                                              |
|  | Psilactis                                                    |
|  |                                                              |

|  | Symphyotrichum |
|  |                |
|  | Psilactis      |
|  |                |

|  | \| \| Symphyotrichum \| \| \| \| \| \| Psilactis \| \| \| \| |
|  |                                                              |
|  | Almutaster                                                   |
|  |                                                              |
|  | Symphyotrichum                                               |
|  |                                                              |
|  | Psilactis                                                    |
|  |                                                              |

|  | Symphyotrichum |
|  |                |
|  | Psilactis      |
|  |                |

|  | \| \| Symphyotrichum \| \| \| \| \| \| Psilactis \| \| \| \| |
|  |                                                              |
|  | Almutaster                                                   |
|  |                                                              |
|  | Symphyotrichum                                               |
|  |                                                              |
|  | Psilactis                                                    |
|  |                                                              |

|  | Symphyotrichum |
|  |                |
|  | Psilactis      |
|  |                |

|  | \| \| Symphyotrichum \| \| \| \| \| \| Psilactis \| \| \| \| |
|  |                                                              |
|  | Almutaster                                                   |
|  |                                                              |
|  | Symphyotrichum                                               |
|  |                                                              |
|  | Psilactis                                                    |
|  |                                                              |

|  | Symphyotrichum |
|  |                |
|  | Psilactis      |
|  |                |

|  | \| \| Symphyotrichum \| \| \| \| \| \| Psilactis \| \| \| \| |
|  |                                                              |
|  | Almutaster                                                   |
|  |                                                              |
|  | Symphyotrichum                                               |
|  |                                                              |
|  | Psilactis                                                    |
|  |                                                              |

|  | Symphyotrichum |
|  |                |
|  | Psilactis      |
|  |                |

|  | \| \| Symphyotrichum \| \| \| \| \| \| Psilactis \| \| \| \| |
|  |                                                              |
|  | Almutaster                                                   |
|  |                                                              |
|  | Symphyotrichum                                               |
|  |                                                              |
|  | Psilactis                                                    |
|  |                                                              |

|  | Symphyotrichum |
|  |                |
|  | Psilactis      |
|  |                |

|  | \| \| Symphyotrichum \| \| \| \| \| \| Psilactis \| \| \| \| |
|  |                                                              |
|  | Almutaster                                                   |
|  |                                                              |
|  | Symphyotrichum                                               |
|  |                                                              |
|  | Psilactis                                                    |
|  |                                                              |

|  | Symphyotrichum |
|  |                |
|  | Psilactis      |
|  |                |

|  | \| \| Symphyotrichum \| \| \| \| \| \| Psilactis \| \| \| \| |
|  |                                                              |
|  | Almutaster                                                   |
|  |                                                              |
|  | Symphyotrichum                                               |
|  |                                                              |
|  | Psilactis                                                    |
|  |                                                              |

|  | Symphyotrichum |
|  |                |
|  | Psilactis      |
|  |                |

|  | \| \| Symphyotrichum \| \| \| \| \| \| Psilactis \| \| \| \| |
|  |                                                              |
|  | Almutaster                                                   |
|  |                                                              |
|  | Symphyotrichum                                               |
|  |                                                              |
|  | Psilactis                                                    |
|  |                                                              |

|  | Symphyotrichum |
|  |                |
|  | Psilactis      |
|  |                |

|  | \| \| Symphyotrichum \| \| \| \| \| \| Psilactis \| \| \| \| |
|  |                                                              |
|  | Almutaster                                                   |
|  |                                                              |
|  | Symphyotrichum                                               |
|  |                                                              |
|  | Psilactis                                                    |
|  |                                                              |

|  | Symphyotrichum |
|  |                |
|  | Psilactis      |
|  |                |

|  | \| \| Symphyotrichum \| \| \| \| \| \| Psilactis \| \| \| \| |
|  |                                                              |
|  | Almutaster                                                   |
|  |                                                              |
|  | Symphyotrichum                                               |
|  |                                                              |
|  | Psilactis                                                    |
|  |                                                              |

|  | Symphyotrichum |
|  |                |
|  | Psilactis      |
|  |                |

|  | \| \| Symphyotrichum \| \| \| \| \| \| Psilactis \| \| \| \| |
|  |                                                              |
|  | Almutaster                                                   |
|  |                                                              |
|  | Symphyotrichum                                               |
|  |                                                              |
|  | Psilactis                                                    |
|  |                                                              |

|  | Symphyotrichum |
|  |                |
|  | Psilactis      |
|  |                |

|  | \| \| Symphyotrichum \| \| \| \| \| \| Psilactis \| \| \| \| |
|  |                                                              |
|  | Almutaster                                                   |
|  |                                                              |
|  | Symphyotrichum                                               |
|  |                                                              |
|  | Psilactis                                                    |
|  |                                                              |

|  | Symphyotrichum |
|  |                |
|  | Psilactis      |
|  |                |

|  | \| \| Symphyotrichum \| \| \| \| \| \| Psilactis \| \| \| \| |
|  |                                                              |
|  | Almutaster                                                   |
|  |                                                              |
|  | Symphyotrichum                                               |
|  |                                                              |
|  | Psilactis                                                    |
|  |                                                              |

|  | Symphyotrichum |
|  |                |
|  | Psilactis      |
|  |                |

|  | \| \| Symphyotrichum \| \| \| \| \| \| Psilactis \| \| \| \| |
|  |                                                              |
|  | Almutaster                                                   |
|  |                                                              |
|  | Symphyotrichum                                               |
|  |                                                              |
|  | Psilactis                                                    |
|  |                                                              |

|  | Symphyotrichum |
|  |                |
|  | Psilactis      |
|  |                |

|  | \| \| Symphyotrichum \| \| \| \| \| \| Psilactis \| \| \| \| |
|  |                                                              |
|  | Almutaster                                                   |
|  |                                                              |
|  | Symphyotrichum                                               |
|  |                                                              |
|  | Psilactis                                                    |
|  |                                                              |

|  | Symphyotrichum |
|  |                |
|  | Psilactis      |
|  |                |

|  | \| \| Symphyotrichum \| \| \| \| \| \| Psilactis \| \| \| \| |
|  |                                                              |
|  | Almutaster                                                   |
|  |                                                              |
|  | Symphyotrichum                                               |
|  |                                                              |
|  | Psilactis                                                    |
|  |                                                              |

|  | Symphyotrichum |
|  |                |
|  | Psilactis      |
|  |                |

|  | \| \| Symphyotrichum \| \| \| \| \| \| Psilactis \| \| \| \| |
|  |                                                              |
|  | Almutaster                                                   |
|  |                                                              |
|  | Symphyotrichum                                               |
|  |                                                              |
|  | Psilactis                                                    |
|  |                                                              |

|  | Symphyotrichum |
|  |                |
|  | Psilactis      |
|  |                |

|  | \| \| Symphyotrichum \| \| \| \| \| \| Psilactis \| \| \| \| |
|  |                                                              |
|  | Almutaster                                                   |
|  |                                                              |
|  | Symphyotrichum                                               |
|  |                                                              |
|  | Psilactis                                                    |
|  |                                                              |

|  | Symphyotrichum |
|  |                |
|  | Psilactis      |
|  |                |

|  | \| \| Symphyotrichum \| \| \| \| \| \| Psilactis \| \| \| \| |
|  |                                                              |
|  | Almutaster                                                   |
|  |                                                              |
|  | Symphyotrichum                                               |
|  |                                                              |
|  | Psilactis                                                    |
|  |                                                              |

|  | Symphyotrichum |
|  |                |
|  | Psilactis      |
|  |                |

|  | \| \| Symphyotrichum \| \| \| \| \| \| Psilactis \| \| \| \| |
|  |                                                              |
|  | Almutaster                                                   |
|  |                                                              |
|  | Symphyotrichum                                               |
|  |                                                              |
|  | Psilactis                                                    |
|  |                                                              |

|  | Symphyotrichum |
|  |                |
|  | Psilactis      |
|  |                |

|  | \| \| Symphyotrichum \| \| \| \| \| \| Psilactis \| \| \| \| |
|  |                                                              |
|  | Almutaster                                                   |
|  |                                                              |
|  | Symphyotrichum                                               |
|  |                                                              |
|  | Psilactis                                                    |
|  |                                                              |

|  | Symphyotrichum |
|  |                |
|  | Psilactis      |
|  |                |

|  | \| \| Symphyotrichum \| \| \| \| \| \| Psilactis \| \| \| \| |
|  |                                                              |
|  | Almutaster                                                   |
|  |                                                              |
|  | Symphyotrichum                                               |
|  |                                                              |
|  | Psilactis                                                    |
|  |                                                              |

|  | Symphyotrichum |
|  |                |
|  | Psilactis      |
|  |                |

|  | \| \| Symphyotrichum \| \| \| \| \| \| Psilactis \| \| \| \| |
|  |                                                              |
|  | Almutaster                                                   |
|  |                                                              |
|  | Symphyotrichum                                               |
|  |                                                              |
|  | Psilactis                                                    |
|  |                                                              |

|  | Symphyotrichum |
|  |                |
|  | Psilactis      |
|  |                |

|  | \| \| Symphyotrichum \| \| \| \| \| \| Psilactis \| \| \| \| |
|  |                                                              |
|  | Almutaster                                                   |
|  |                                                              |
|  | Symphyotrichum                                               |
|  |                                                              |
|  | Psilactis                                                    |
|  |                                                              |

|  | Symphyotrichum |
|  |                |
|  | Psilactis      |
|  |                |

|  | \| \| Symphyotrichum \| \| \| \| \| \| Psilactis \| \| \| \| |
|  |                                                              |
|  | Almutaster                                                   |
|  |                                                              |
|  | Symphyotrichum                                               |
|  |                                                              |
|  | Psilactis                                                    |
|  |                                                              |

|  | Symphyotrichum |
|  |                |
|  | Psilactis      |
|  |                |

|  | \| \| Symphyotrichum \| \| \| \| \| \| Psilactis \| \| \| \| |
|  |                                                              |
|  | Almutaster                                                   |
|  |                                                              |
|  | Symphyotrichum                                               |
|  |                                                              |
|  | Psilactis                                                    |
|  |                                                              |

|  | Symphyotrichum |
|  |                |
|  | Psilactis      |
|  |                |

|  | \| \| Symphyotrichum \| \| \| \| \| \| Psilactis \| \| \| \| |
|  |                                                              |
|  | Almutaster                                                   |
|  |                                                              |
|  | Symphyotrichum                                               |
|  |                                                              |
|  | Psilactis                                                    |
|  |                                                              |

|  | Symphyotrichum |
|  |                |
|  | Psilactis      |
|  |                |

|  | \| \| Symphyotrichum \| \| \| \| \| \| Psilactis \| \| \| \| |
|  |                                                              |
|  | Almutaster                                                   |
|  |                                                              |
|  | Symphyotrichum                                               |
|  |                                                              |
|  | Psilactis                                                    |
|  |                                                              |

|  | Symphyotrichum |
|  |                |
|  | Psilactis      |
|  |                |

|  | \| \| Symphyotrichum \| \| \| \| \| \| Psilactis \| \| \| \| |
|  |                                                              |
|  | Almutaster                                                   |
|  |                                                              |
|  | Symphyotrichum                                               |
|  |                                                              |
|  | Psilactis                                                    |
|  |                                                              |

|  | Symphyotrichum |
|  |                |
|  | Psilactis      |
|  |                |

|  | \| \| Symphyotrichum \| \| \| \| \| \| Psilactis \| \| \| \| |
|  |                                                              |
|  | Almutaster                                                   |
|  |                                                              |
|  | Symphyotrichum                                               |
|  |                                                              |
|  | Psilactis                                                    |
|  |                                                              |

|  | Symphyotrichum |
|  |                |
|  | Psilactis      |
|  |                |

|  | \| \| Symphyotrichum \| \| \| \| \| \| Psilactis \| \| \| \| |
|  |                                                              |
|  | Almutaster                                                   |
|  |                                                              |
|  | Symphyotrichum                                               |
|  |                                                              |
|  | Psilactis                                                    |
|  |                                                              |

|  | Symphyotrichum |
|  |                |
|  | Psilactis      |
|  |                |

|  | \| \| Symphyotrichum \| \| \| \| \| \| Psilactis \| \| \| \| |
|  |                                                              |
|  | Almutaster                                                   |
|  |                                                              |
|  | Symphyotrichum                                               |
|  |                                                              |
|  | Psilactis                                                    |
|  |                                                              |

|  | Symphyotrichum |
|  |                |
|  | Psilactis      |
|  |                |

|  | \| \| Symphyotrichum \| \| \| \| \| \| Psilactis \| \| \| \| |
|  |                                                              |
|  | Almutaster                                                   |
|  |                                                              |
|  | Symphyotrichum                                               |
|  |                                                              |
|  | Psilactis                                                    |
|  |                                                              |

|  | Symphyotrichum |
|  |                |
|  | Psilactis      |
|  |                |

|  | \| \| Symphyotrichum \| \| \| \| \| \| Psilactis \| \| \| \| |
|  |                                                              |
|  | Almutaster                                                   |
|  |                                                              |
|  | Symphyotrichum                                               |
|  |                                                              |
|  | Psilactis                                                    |
|  |                                                              |

|  | Symphyotrichum |
|  |                |
|  | Psilactis      |
|  |                |

I caratteri distintivi delle specie di questa sottotribù sono:
- le foglie sono intere o raramente dentate;
- gli acheni sono più o meno compressi con 2 - 8 nervature longitudinali;
- il pappo è formato da setole capillari.

Il numero cromosomico delle specie di questo gruppo è: 2n = 18 (con riduzioni a 14, 12, 10 e 8).

### Composizione della sottotribù
La sottotribù Symphyotrichinae comprende 6 generi e 110 specie.
| Genere                           | N. specie                                                        | Distribuzione                                                        | Caratteri più significativi | Numeri cromosomici | Fiori |
| -------------------------------- | ---------------------------------------------------------------- | -------------------------------------------------------------------- | --- | ------------------ | ----- |
| Almutaster A.Löve & D.Löve, 1982 | Una specie: Almutaster pauciflorus (Nutt.) A.Löve & D.Löve, 1982 | Messico, U.S.A. e Canada                                             | Le brattee dell'involucro sono uniformemente erbacee senza una parte apicale distintamente verde. - La lamina delle foglie è lineare senza restringimento apicale e con venature parallele. - I fiori del raggio sono bianchi. - Gli acheni sono fusiformi.                                                                                | 2n = 18            |       |
| Ampelaster G.L.Nesom, 1995       | Una specie: Ampelaster carolinianus (Walter) G.L.Nesom, 1995     | Florida, Georgia, Carolina del Nord e Carolina del Sud               | Le piante hanno un portamento rampicante o simile alle viti e con un ciclo biologico perenne. - Le brattee dell'involucro sono nettamente delimitate nella parte apicale da una zona verde, mentre nella parte inferiore sono coriacee. - Gli acheni sono strettamente cilindrici o leggermente fusiforme, con 9 – 12 coste longitudinali. | 2n = 18            |       |
| Canadanthus G.L.Nesom, 1995      | Una specie: Canadanthus modestus (Lindl.) G.L.Nesom, 1995        | U.S.A. settentrionali e Canada                                       | La lamina delle foglie è da lanceolata a ellittico-lanceolata, lievemente convergente all'apice. - Le venature sono pennate. - I fiori del raggio sono purpurei. - Gli acheni sono fortemente piatti. | 2n = 18            |       |
| Psilactis A.Gray, 1849           | 6                                                                | Dall'America del Nord meridionale all'America del Sud settentrionale | Le piante hanno un ciclo biologico annuale o perenne con rizomi lunghi o corti e radici fibrose. - I capolini e la parte superiore degli steli è provvista di peli stipitato-ghiandolari. - Gli acheni dei fiori del raggio sono privi di pappo.                                                                                           | 2n = 18, 8 e 6     |       |
| Sanrobertia G.L.Nesom, 2018.     | Una specie: Sanrobertia gypsophila (B.L.Turner) G.L.Nesom, 2018  | Messico                                                              | Il portamento di questa specie è diminutivo e rizomatoso. - Le foglie e le brattee hanno delle punte spinulose. - I capolini sono solitari all'estremità di rami lunghi e frondosi. - Il pappo è accrescente | 2n = 18            |       |
| Symphyotrichum Nees, 1832        | 100                                                              | Cosmopolita                                                          | Il portamento delle piante è per lo più eretto, qualche volta può essere pendente ma mai rampicante. - Il ciclo biologico è annuo e/o perenne. - Gli acheni sono strettamente obovati e piatti in varia misura con 3 – 10 coste longitudinali.                                                                                             | 2n = da 8 a 64     |       |

### Chiave per i generi
Per meglio comprendere ed individuare i vari generi della sottotribù l'elenco seguente utilizza il sistema delle chiavi analitiche.
- 1A: il ciclo biologico delle piante è annuale o brevemente perenne con parte ipogea  formata da sottili fittoni;
  - 2A: i capolini e la parte superiore degli steli è provvista di peli stipitato-ghiandolari; gli acheni dei fiori del raggio sono privi di pappo;

genere Psilactis (alcune specie)
- 2B: le piante sono completamente prive di ghiandole; gli acheni dei fiori del raggio sono provvisti di pappo;

- 3A: le brattee dell'involucro sono uniformemente erbacee e di uguale lunghezza; i fiori femminili sono disposti ampiamente su 2 – 4 serie con una ligula assente o rudimentale di tipo filiforme e breve; i fiori del disco sono in numero minore di quelli del raggio; le setole del pappo sono disposte su 2 serie, tutte di uguale lunghezza;

genere Symphyotrichum sect. Conyzopsis
- 3B: le brattee dell'involucro hanno una forma rombica con la parte apicale colorata di verde, con base coriacea e scalate in lunghezza; i fiori femminili sono disposti su una serie con una ligula evidente o fortemente ridotta; i fiori del disco sono più numerosi di quelli del raggio; le setole del pappo sono disposte su una serie, tutte di uguale lunghezza;

genere Symphyotrichum sect. Oxytripolium (alcune specie)
- 1B: la pianta ha un ciclo biologico perenne con rizomi lunghi o corti e radici fibrose;
  - 4A: gli acheni dei fiori del raggio sono privi di pappo;

genere Psilactis (alcune specie)
- 4B: gli acheni dei fiori del raggio sono provvisti di pappo;

- 5A: le brattee dell'involucro sono nettamente delimitate nella parte apicale da una zona verde, mentre nella parte inferiore sono coriacee;

- 6A: le piante hanno un portamento rampicante o simile alle viti e con un ciclo biologico perenne; gli acheni sono strettamente cilindrici o leggermente fusiforme, con 9 – 12 coste longitudinali;

genere Ampelaster
- 6B: il portamento delle piante è per lo più eretto, qualche volta può essere pendente ma mai rampicante; il ciclo biologico è annuo; gli acheni sono strettamente obovati e piatti in varia misura con 3 – 10 coste longitudinali;

genere Symphyotrichum (alcune specie)
- 5B: le brattee dell'involucro sono uniformemente erbacee senza una parte apicale distintamente verde;

- 7A: la lamina delle foglie è lineare senza restringimento apicale e con venature parallele; i fiori del raggio sono bianchi; gli acheni sono fusiformi;

genere Almutaster
- 7B: la lamina delle foglie è da lanceolata a ellittico-lanceolata, lievemente convergente all'apice; le venature sono pennate; i fiori del raggio sono purpurei; gli acheni sono fortemente piatti;

genere Canadanthus.
All'elenco di cui sopra va aggiunto il genere Sanrobertia Nesom recentemente descritto all'interno della sottotribù.

### Generi della flora spontanea italiana
Nella flora spontanea italiana sono presenti i seguenti generi di questo gruppo:
Symphyotrichum
- Symphyotrichum ericoides (L.) G.L. Nesom - Astro ericoide.
- Symphyotrichum lateriflorum  (L.) Á.Löve & D.Löve - Astro misero.
- Symphyotrichum expansum  (Poepp. ex Spreng.) G.L.Nesom - Astro a fiori piccoli.
- Symphyotrichum pilosum  (Willd.) G.L.Nesom - Astro peloso.
- Symphyotrichum novae-angliae  (L.) G.L.Nesom - Astro del New England.
- Symphyotrichum laeve  (L.) Á.Löve & D.Löve - Astro liscio.
- Symphyotrichum lanceolatum (Willd.) G.L. Nesom - Astro di Tradescant.
- Symphyotrichum novi-belgii (L.) G.L. Nesom - Astro americano.
- Symphyotrichum salignum  (Willd.) G.L.Nesom - Astro a foglie di salice.
- Symphyotrichum squamatum (Spreng.) G.L. Nesom - Astro annuale.